# محوطه جورده کندبن
محوطه جورده کندبن مربوط به دوران‌های تاریخی پس از اسلام است و در شهرستان رودسر، بخش رحیم آباد، روستای جورده واقع شده و این اثر در تاریخ ۲۷ بهمن ۱۳۸۲ با شمارهٔ ثبت ۱۰۹۷۶ به‌عنوان یکی از آثار ملی ایران به ثبت رسیده‌است.